# Bief (Gewässer)
Ein Bief [bjεf] (Altfranzösisch: biez, Bressanisch: bi) ist ein Bewässerungskanal, der in den gewachsenen Boden gegraben wird, um Wasser an bestimmte Ziele zu leiten. Grundsätzlich fließt das Wasser im Bief ausschließlich aufgrund der natürlichen Schwerkraft, also ohne mechanische Hilfsmittel. Der Bief kann gespiesen werden durch überlaufendes Wasser oder durch gezielte Wasserzufuhr aus Étangs oder natürlichen Quellen. Das Ziel ist die Bewässerung von Anbauflächen (Wiesen, Felder, Weinberge, Obst- oder Gemüsegärten) aber auch die Wasserzufuhr für den Betrieb von Mühlen und Sägereien.

## Etymologie
Das Wort taucht erstmals 1135 als bied auf, in der Bedeutung Bett eines Wasserlaufs. 1248 erscheint bié als Kanal, der Wasser zu einem Mühlerad bringt und 1635 erscheint dann die heutige Form Bief. Der Ursprung des Begriffs dürfte im gallischen *bedum (Kanal, Graben) zu suchen sein, möglicherweise in Verbindung mit dem lateinischen Begriff fodere für graben.

## Geschichte

### Biefs in der Bresse

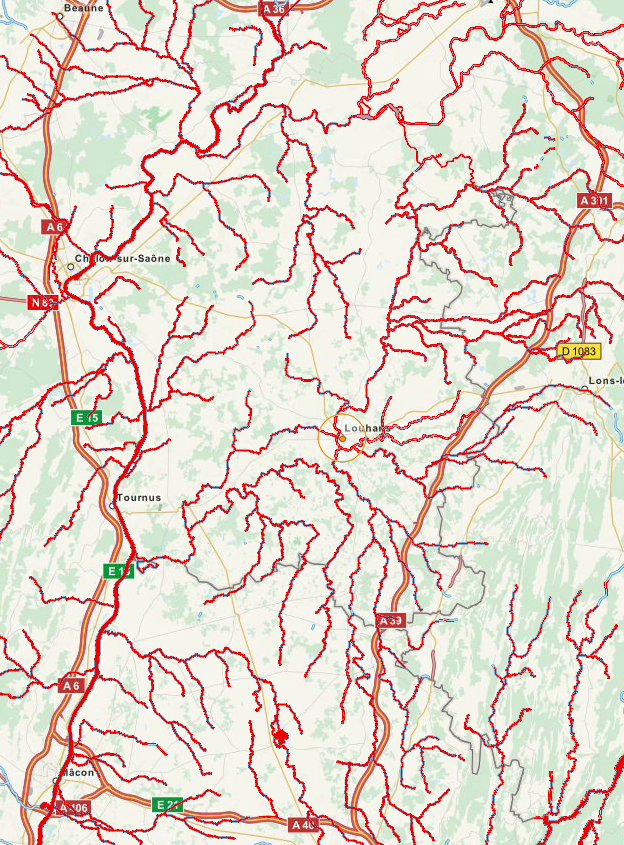
Netz der Biefs in der Bresse

Der Bau der Biefs in der Bresse hatte verschiedene Ursachen und Ziele:
- geologische Voraussetzung
- landwirtschaftliche Voraussetzungen
  - Fischzucht als landwirtschaftlicher Ertragszweig
  - Entwässerung der fruchtbaren Flächen

Die Bresse weist die Besonderheit auf, dass der Untergrund aus wasserundurchlässigem Lehm besteht, bedeckt von einer verhältnismäßig dünnen Humusschicht. Fels oder Steinschichten finden sich erst in großer Tiefe. Dadurch bleibt die Hochebene der Bresse feucht, Regenwasser sammelt sich vorwiegend zwischen der Humus- und der Lehmschicht und fließt nur sehr langsam ab. Die sich bildende Staunässe ist für die Landwirtschaft hinderlich und auch für die Viehhaltung keine gute Voraussetzung. Der morastige Humus wird durch die schweren Weidetiere weiter zerstört und mancherorts bilden sich Erosionsschäden. Noch heute erfolgen häufige Murgänge vor allem im südlichen Gebiet der Bresse.
Im Hochmittelalter förderten die Mönche den Bau von Étangs für die Fischzucht, um ihre Nahrungsbedürfnisse während der zahlreichen Fastentage zu decken. Es entwickelte sich ein System der Zelgenwirtschaft, in der der Étang seinen festen Platz einnahm, indem jedes dritte Jahr Fisch geerntet werden konnte, für den sich in der klerikalen Gesellschaftsschicht eine zahlenmäßig große Kundschaft fand. Diese Art von Landwirtschaft erforderte das Anlegen von Étangs, zu denen als integrierender Bestandteil auch der Bief gehörte, der als Fließgewässer die Bewirtschaftung des Étangs überhaupt ermöglichte. Im Laufe des Hochmittelalters wurden in der Bresse mehr als 2.500 Étangs ausgehoben, die durch die Biefs in die natürlichen Wasserläufe entwässert werden konnten. Zusätzlich wurden vielerorts Biefs angelegt, die vornehmlich der Entwässerung von Anbauflächen dienten, sich mit anderen Biefs vereinten, um das Wasser letztlich ebenfalls in ein natürliches Gewässer zu transportieren.
Gleichzeitig wurde das Wasser, das sich zwischen der Humus- und der Lehmschicht sammelte, in die Biefs abgeleitet, die Anbauflächen wurden trockengelegt, so dass sie einen normalen Ertrag erbrachten. Oft musste gar in einer zweiten Phase wieder bewässert werden, um die Vegetation mit der notwendigen Feuchtigkeit zu versorgen, wofür ebenfalls die Biefs das nötige Wasser lieferten.
Neben der Fischzucht bestanden auch zahlreiche Wassermühlen und Sägereien in und an den Étangs, die durch gezielte Wasserzufuhr über die Biefs angetrieben wurden. Die mittlere Bresse zeichnet sich aus durch ein außerordentlich dichtes Netz von Biefs, die in die größeren Gewässer (Saône, Seille, Sâne, Brenne) entwässern.